# Magellangans

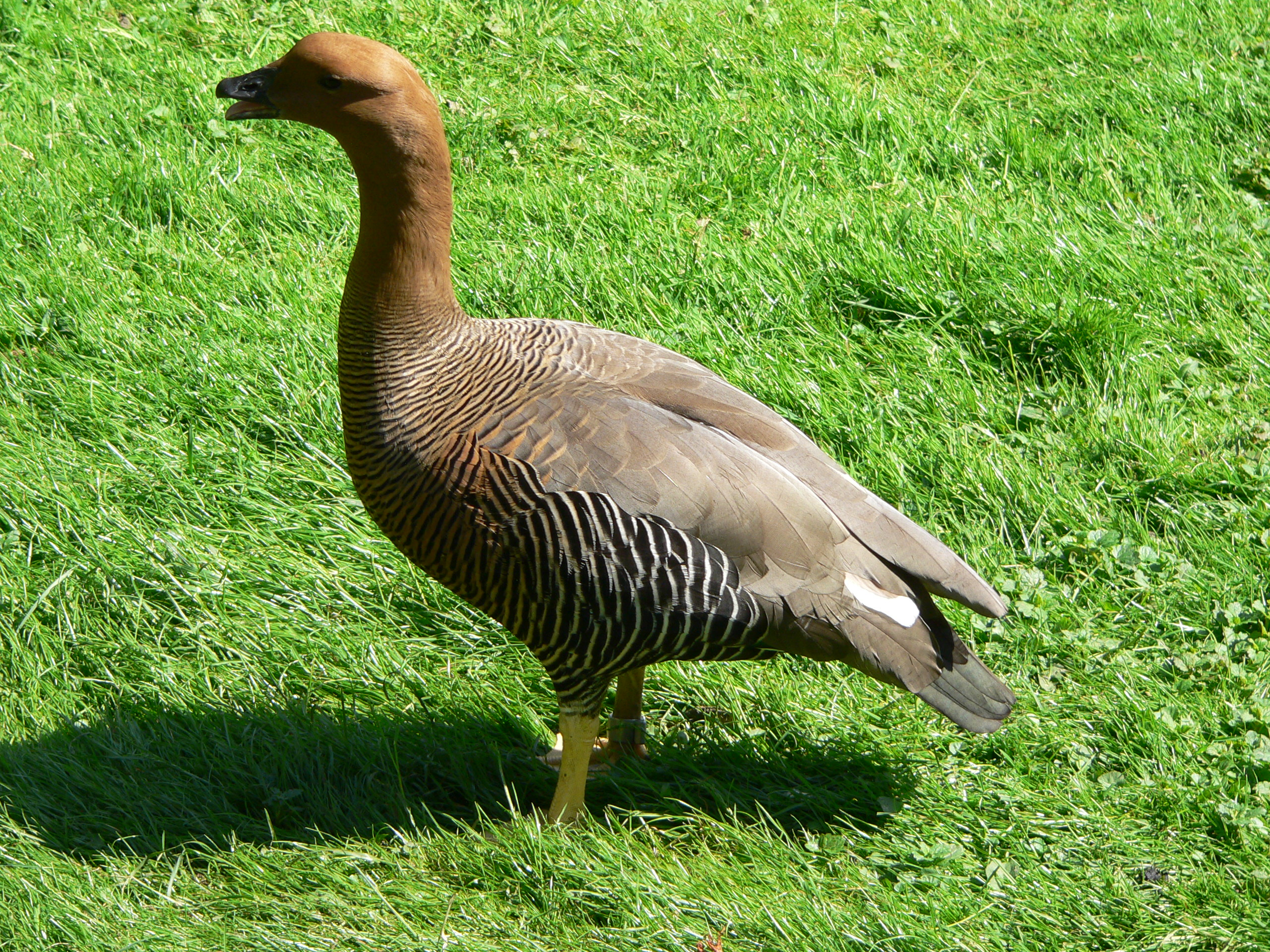
Magellangans, Weibchen

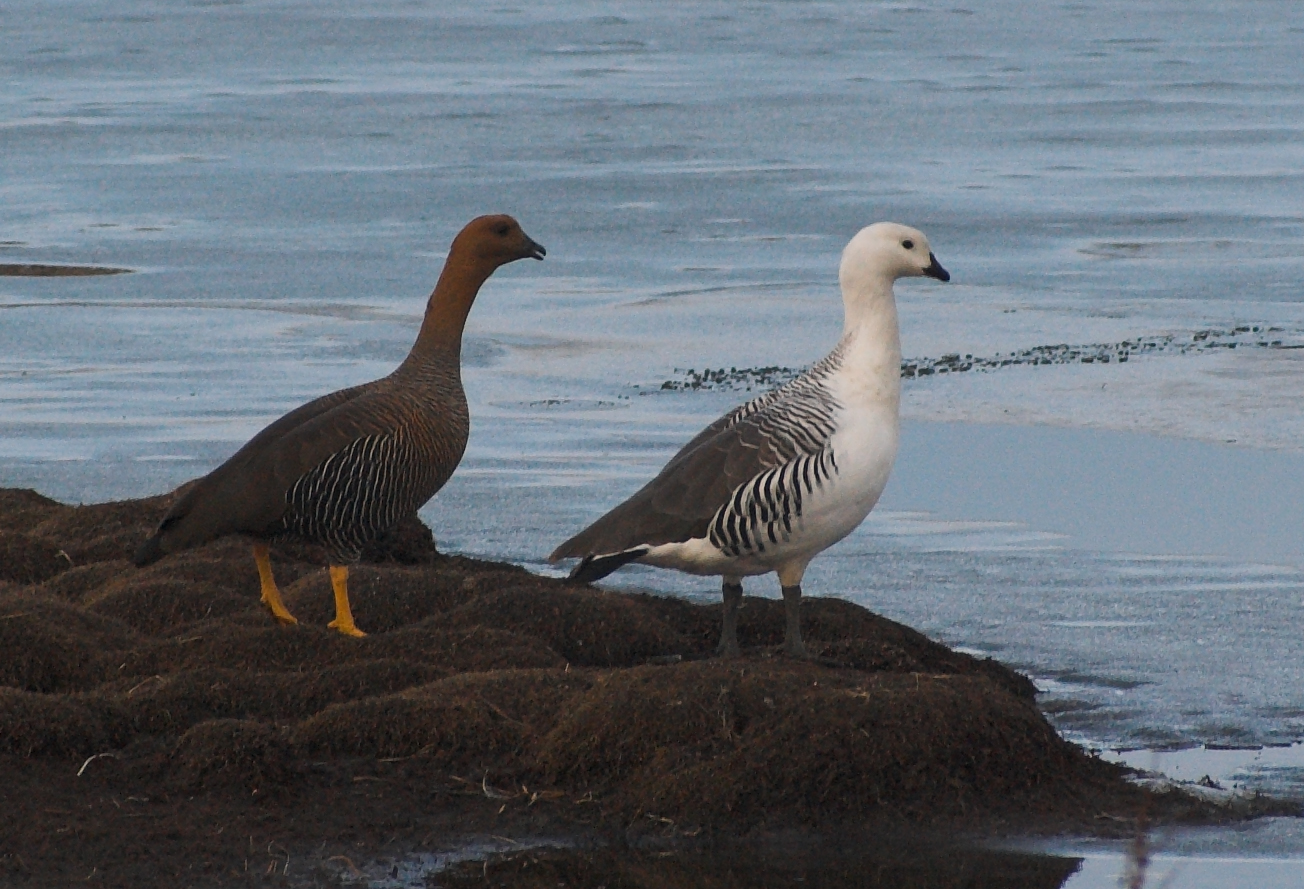
Magellanganspaar an der Küste

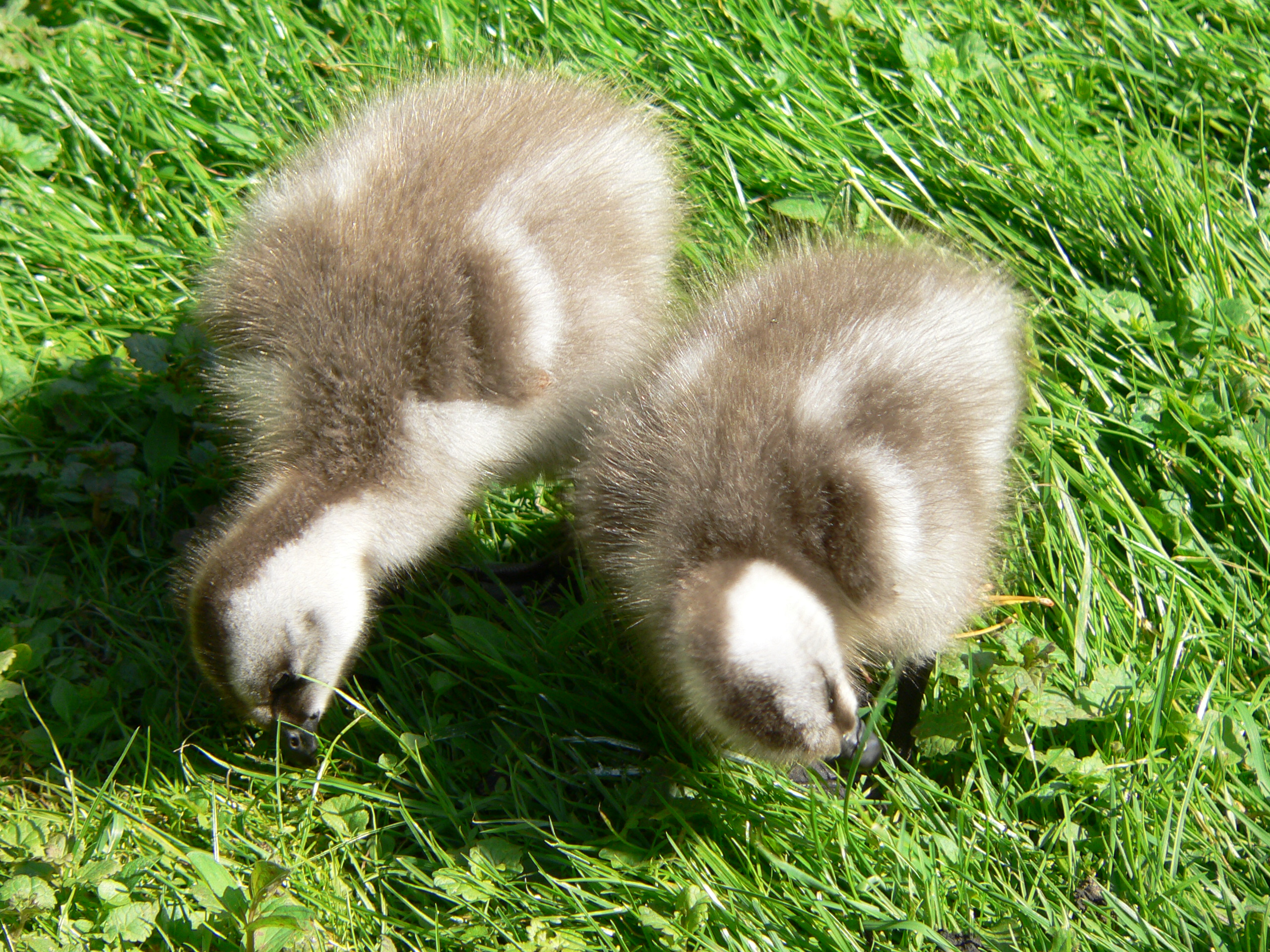
Küken

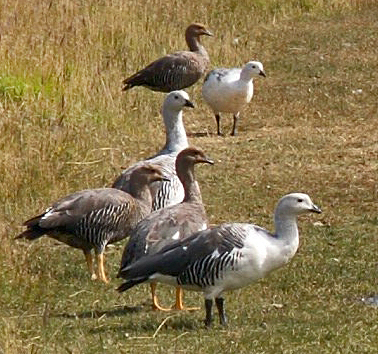
Eine Schar Magellangänse in Santa Cruz, Argentinien

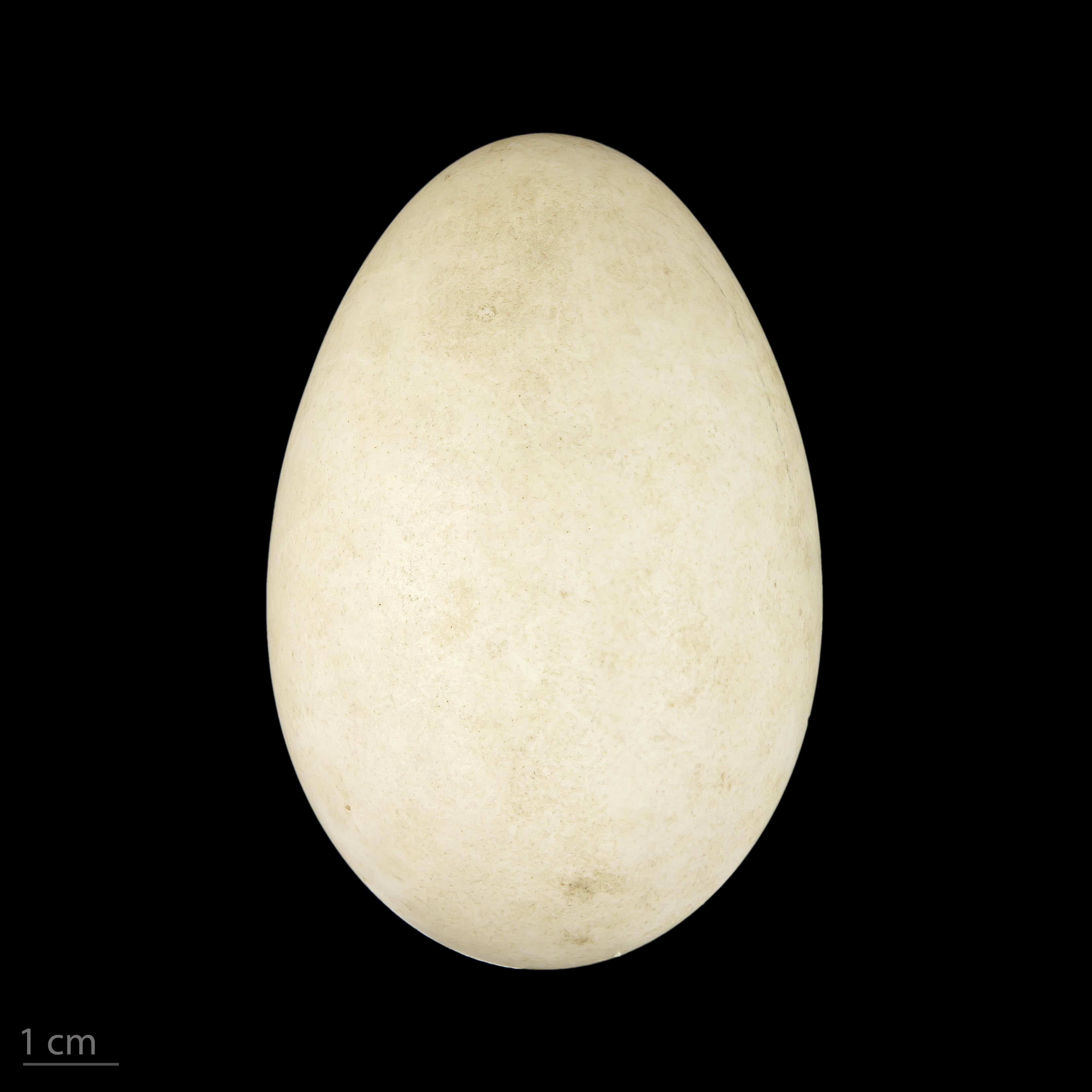
Chloephaga picta

Die Magellangans (Chloephaga picta) ist ein Vogel und gehört zur Familie der Entenvögel. Der Geschlechtsdimorphismus ist ähnlich wie bei der zur selben Gattung gehörenden Kelpgans für eine Halbgansart ausgesprochen ausgeprägt: Weibchen haben ein braunes Gefieder, während das Körpergefieder der Ganter weiß und grau ist. 
Die zu den Halbgänsen zählende Magellangans gilt als die häufigste Halbgansart Südamerikas. Allein ihr Bestand auf den Falkland-Inseln beträgt mehr als 200.000 Individuen. Auf dem südamerikanischen Kontinent wird die Population auf mehr als 1 Million Vögel geschätzt, die Bestandszahl ist aber insgesamt rückläufig. Schafe sind zu den Hauptnahrungskonkurrenten dieser Art geworden. 
In Mitteleuropa gibt es Vorkommen, die aber ausschließlich auf Park- und Volierenvögel zurückgehen. Für die Niederlande sind ein bis zwei Brutpaare nachgewiesen. In Belgien gab es die ersten Bruten im Jahre 1993, seitdem hat ihr Bestand auf dreißig bis vierzig Brutpaare allein in Flandern zugenommen. Für Deutschland liegen noch keine gesicherten Brutnachweise vor.

## Vorkommen
Ihre Brutgebiete befinden sich in den großen Graslandschaften im Süden von Südamerika. An den Küsten von Feuerland, Chile, Patagonien und auf den Falklandinseln lebt die Magellangans paarweise häufig in der Nähe von Gewässern, die sie jedoch nur selten aufsucht. Um den  März herum zieht sie in großen Schwärmen in die nördlichen Gebiete, nur ein kleiner Teil verbleibt in den Brutgebieten. Es werden zwei Unterarten unterschieden, neben der Nominatform noch Chloephaga picta leucoptera. Letztere Unterart wird im deutschen Sprachgebrauch meist als Große Magellangans bezeichnet. Die Nominatform Chloephaga picta picta wird Kleine Magellangans genannt. 

## Merkmale
Die Magellangans ist eine große Halbgansart. Sie erreicht eine Körperlänge von 60 bis 65 Zentimetern. Die Magellangans wiegt im Durchschnitt mehr als 3,1 Kilogramm.
Das Männchen hat ein weißes Kopf-, Brust- und Bauchfederkleid, das restliche Gefieder ist grau. Das Weibchen hat ein braungraues Federkleid. In der Gefiederfarbe ähnelt die weibliche Magellangans der Rotkopfgans (Chloephaga rubidiceps). Ein weiteres Unterscheidungsmerkmal sind die Füße. Bei dem Weibchen sind sie orange bis gelb, beim Männchen dunkelgrau bis schwarz. Die Schnäbel haben bei beiden Geschlechtern eine schwarze Farbe.

## Fortpflanzung
Magellangänse gehen mehrjährige Paarbindungen ein. Die einzelnen Brutpaare beziehen kleine, aber streng voneinander abgegrenzte Brutreviere in Wassernähe. Ihre Nester legen sie in selbstgescharrten Erdmulden unter Büschen, im hohen Gras oder einfach ohne jede Deckung auf dem trockenen Boden an. Mit Pflanzenfasern und Dunen polstern sie das Nest aus. Das Gelege besteht aus fünf bis acht Eiern, die in einem Zeitraum von 30 bis 32 Tagen ausgebrütet werden. An der Brutpflege beteiligen sich beide Altvögel. In dieser Zeit durchlaufen die beiden Elternvögel auch die Schwingenmauser, so dass sie flugunfähig sind.  

## Magellangans und Mensch

### Magellangans als Jagdbeute und Nahrungskonkurrent von Haustieren
Die Magellangans wird häufig bejagt, da sie als Grasfresser als ein bedeutender Futterkonkurrent für Hausschafe eingeordnet wird. Magellangänse gelten außerdem als wohlschmeckend. Besonders geschätzt werden beispielsweise auf den Falklandinseln Jungvögel und auch ausgewachsene Magellangänse, die sich in der Herbstzeit über längere Zeit von Beeren ernährt haben. Bereits 1690, als Briten erstmals die Falklandinseln erreichten, kommentierten sie die große Zahl der dort vorkommenden Gänse. Ein Jahrhundert später wiesen Besucher darauf hin, dass sie in so großer Zahl vorhanden seien, dass 150 Männer in einem Umkreis von 15 Kilometern hinreichend Magellangänse erjagen könnten, um sich zwei Monate lang davon zu ernähren. Als Nahrungskonkurrent zu Hausschafen wurden sie ab Ende des 19. Jahrhunderts eingeordnet. Auf den Falklandinseln stuften Regierungsangestellte Magellangänse 1905 als Schädlinge ein und ließen Prämien für jeden beigebrachten Gänseschnabel ausloben. Auch landwirtschaftliche Experten, die 1969 und 1970 auf den Falklandinseln anwesend waren, um Möglichkeiten zur Steigerung der landwirtschaftlichen Produktivitäten zu erkunden, empfahlen stärkere Kontrollmaßnahmen für diese Art. Untersuchungen, die gegen Ende der 1970er Jahre durchgeführt wurden, zeigten jedoch, dass die Gänse nur ein bis fünf Prozent des jährlichen Graswachstums fraßen. Allerdings zeigte sich bei dieser Untersuchung auch, dass Magellangänse eine Präferenz für frisch eingesäte Weiden aufwiesen. Die Untersuchenden zogen jedoch auch den Sinn des Abschießens von Magellan- und Rotkopfgänsen in Zweifel und empfahlen, die Gänse zu tolerieren und die landwirtschaftlichen Praktiken so umzustellen, dass Grasland in der Nähe von Teichen und in Tälern gemieden werden sollte.
Auf den Falklandinseln hat die Bejagung bislang nicht zu einem signifikanten Rückgang der Population geführt. Dabei spielt die niedrige Siedlungsdichte auf den Falklandinseln eine Rolle. Füchse als wichtigste Prädatoren wurden in den Verbreitungsgebieten von den Pelzjägern stark dezimiert oder teils auch ausgerottet, so dass sich die Magellangans stark vermehrt hat. Dazu kommt eine ständige Erschließung von neuen Graslandschaften für die Viehwirtschaft.

### Haltung in Europa
Die Große Magellangans gelangte noch vor der Nominatform nach Europa. Die Erstzucht gelang bereits im Jahr 1852 dem Zoo in London. Die Kleine Magellangans dagegen kam erst 1871 in Zoohaltung und wurde erst 1901 erstmals in Gefangenschaft nachgezogen. Magellangänse werden seitdem ständig in Zoohaltung gezeigt. Da sie zwar eine Badegelegenheit, aber keine Teichanlage für ihr Wohlbefinden brauchen, werden sie häufig auf Huftieranlagen gehalten.

## Belege